# Barkas

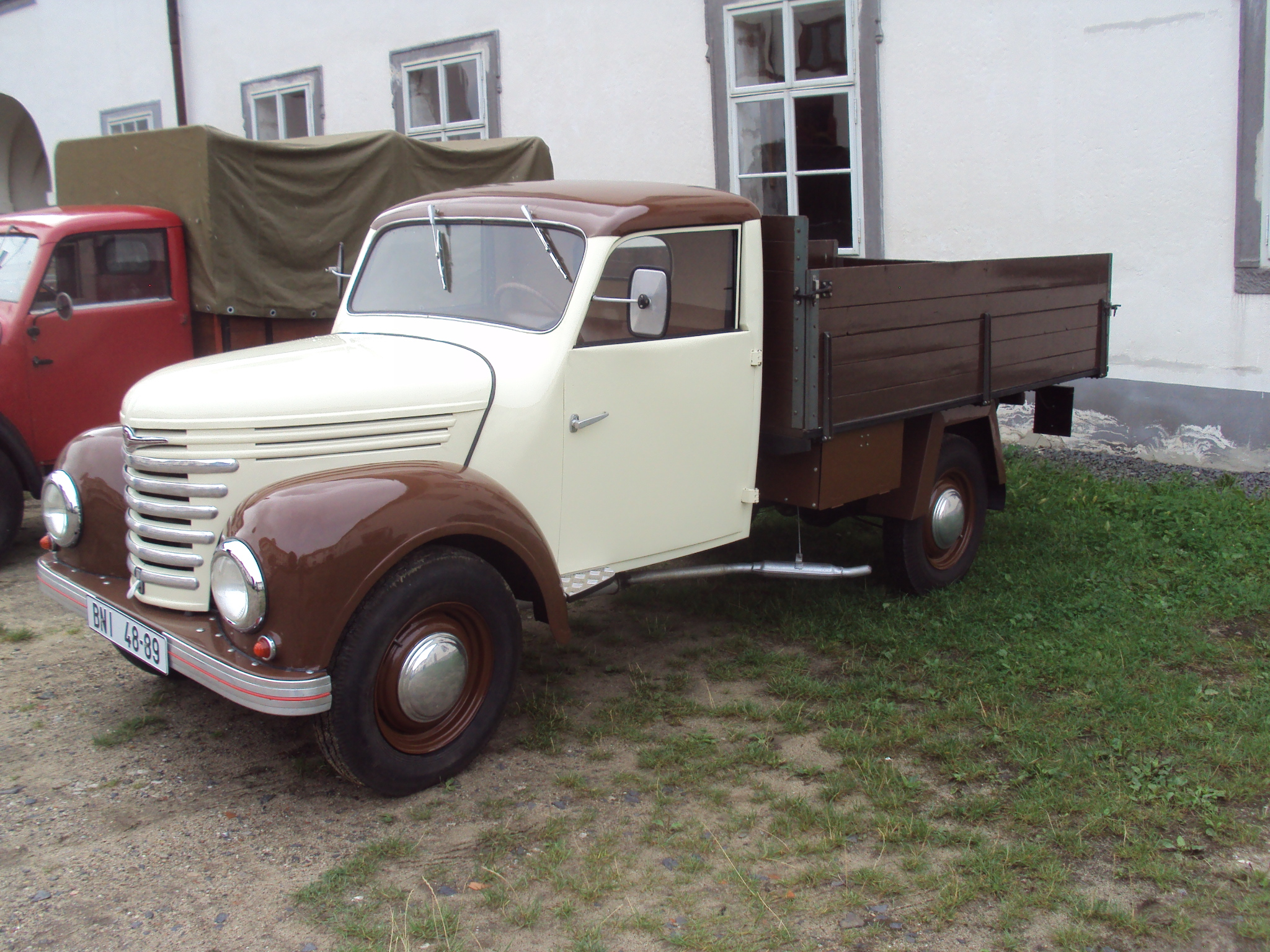
Barkas V 901 na srazu v Zákupech

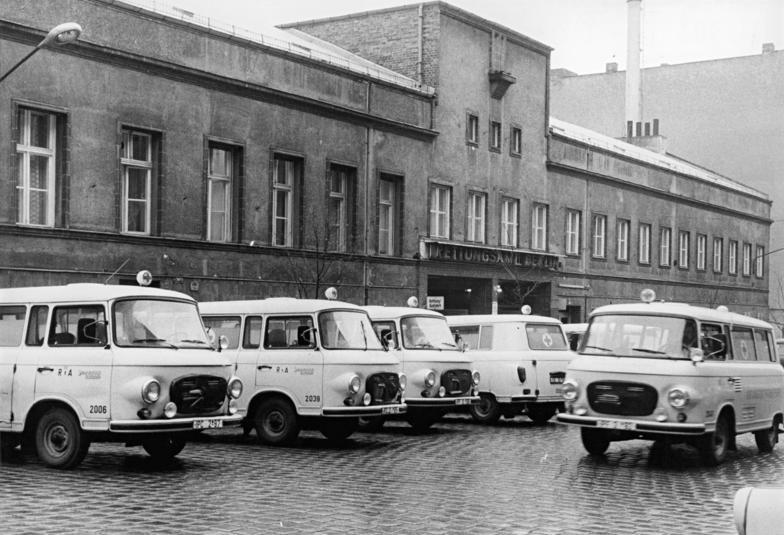
Ambulance Barkas B 1000

Barkas byl východoněmecký výrobce malých užitkových automobilů vyráběných v městě Karl-Marx-Stadt (dnešní Chemnitz). Původně se nazýval Framo. Továrna ukončila výrobu v roce 1991.

## Historie výrobce
Jorgen Skafte Rasmundsen založil roku 1923 strojírenskou dílnu v Frankenbergu jako dodavatele své firmy DKW v saském Frankenbergu. Do roku 1933 výrobu přestěhoval do Hainichenu a k 1. lednu 1934 automobilku přejmenoval na FRAMO-Werke Hainichen.
Počáteční verze Framo 901 byly poháněny motory o objemu 200, 400 a 600 cm³. Po roce 1937 se továrna zaměřila na výrobu lehkých užitkových automobilů a dodávek.
Po skončení II. světové války se Sasko stalo součástí NDR a automobilka byla začleněna do skupiny IFA. Pokračovala v ní výroba užitkových automobilů, ovšem již s tříválcovým dvoutaktním motorem o objemu 900 cm³.
V roce 1956 byla značka Framo přejmenována na značku Barkas, tedy z automobilů Framo 901 se staly Barkasy 901. Továrna změnila název na VEB Barkas-Werke Hainichen. O dva roky později se závod spojil se dvěma dalšími, výrobcem motorů Motorenwerk Karl-Marx-Stadt a automobilkou Fahrzeugwerk Karl-Marx-Stadt. Sídlo celé společnosti bylo přestěhováno do Karl-Marx-Stadtu a ta se přejmenovala na VEB Barkas-Werke Karl-Marx-Stadt. V roce 1965 sem byla začleněna další firma VEB Fahrzeughydraulik Frankenberg.
V roce 1961 byla ukončena výroba verze s prodlouženým předkem (Framo, resp Barkas V 901). Vyrobilo se jich celkem 29 455 kusů v různých verzích (valník, dodávka, kombi, mikrobus i sanitky).
Téhož roku byla zahájena výroba nového typu Barkas B 1000 poháněným motorem Wartburg 900 cm³. Později byl objem a tedy i výkon motoru zvětšen. Automobil dosahoval rychlosti 100 km/h. Byl vyráběn v mnoha verzích. Výroba Barkasů byla ukončena roku 1991.